# Иньшакова, Евгения Юрьевна
Евге́ния Ю́рьевна Иньшако́ва (р. 6 января 1973) — российский литературовед, культуролог, музейный работник. Ведущий специалист отдела фондов Государственного музея В. В. Маяковского.

## Биография
Евгения Иньшакова родилась 6 января 1973 года.
В 2000 году защитила в Российском государственном гуманитарном университете диссертацию на соискание учёной степени кандидата культурологии на тему «Феномен игры в культуре русского авангарда».
Ведущий специалист отдела фондов Государственного музея В. В. Маяковского.

## Выставки (куратор)
- 2013 — «Маяковский — художник». Государственный музей В. В. Маяковского, Москва[4]